# European Climate Foundation
Evropská klimatická nadace (anglicky European Climate Foundation), zkráceně ECF, je nezávislá filantropická iniciativa, která pomáhá řešit klimatickou krizi tím, že podporuje rozvoj bezemisní společnosti na národní, evropské a celosvětové úrovni. Jejím cílem je prosazovat politiky v oblasti klimatu a energetiky, které budou nutit Evropu a další klíčové globální hráče vytvořit do roku 2050 společnost s nulovými emisemi skleníkových plynů. ECF chce rovněž zajistit, aby Evropa hrála přední roli při prokazování, že cesta k této společnosti je spravedlivá, dosažitelná a žádoucí.
ECF je nadací a její hlavní pracovní náplň je tudíž řízena grantovými aktivitami, které jsou strategicky rozdělovány mezi širokou škálu organizací zapojených do mnoha rozdílných typů charitativních činností, které mají za cíl zastavit globální klimatickou změnu. Patří mezi ně výzkumná práce, advokacie nebo veřejné kampaně.
Nadace ECF je financována z čistě filantropických zdrojů aktivních v oblasti změny klimatu. Nepřijímá financování z firemních nebo veřejných zdrojů. Její finanční prostředky nejsou použity na politické či stranické cíle nebo na podporu politických stran, sektářství či na náboženské účely. Každý příjemce grantu je povinen tato pravidla dodržovat, pokud využívá finanční podpory nadace.
Zatímco v roce 2012 nadace ECF poskytla 181 grantů 102 organizacím, v roce 2019 už počet grantů vzrostl na 378 a počet podpořených organizací na 357.

## Oblast činnosti
Jakožto organizátor i člen mnohostranné sítě spolupracuje nadace ECF úzce s celou řadou příjemců grantů, kteří aktivně působí ve většině evropských zemí. Společně se snaží posílit evropská opatření a vedoucí postavení Evropy v rámci klimatické politiky na všech úrovních. Nadace pomáhá partnerským organizacím inovovat a provádět strategické činnosti, které vedou k ambiciózním politikám na podporu cílů Pařížské dohody a přispívají k veřejné debatě o opatřeních v oblasti klimatu. Cílem je umožnit sociálně spravedlivý přechod k hospodářství s nulovými emisemi a k trvale udržitelné společnosti v Evropě i mimo Evropu.

## Organizační struktura
Nadace ECF je, co se týče personálu a organizace práce, rozdělena do tří hlavních oblastí:
- Oborové programy (využití půdy, doprava, budovy, průmysl a inovace, energetické systémy a uhlí,[3] finance a klimatické plánování a zákony).
- Průřezové platformy a iniciativy včetně práce na Zelené dohodě pro Evropu.
- Iniciativy v jednotlivých zemích na podporu opatření v oblasti klimatu ve Francii, Německu, Polsku, Španělsku, Itálii, Maďarsku, České republice, Spojeném království a Turecku, jakož i iniciativy vedené na regionální úrovni ve střední a jihovýchodní Evropě.

Sídlo nadace je v nizozemském Haagu.  
Nadace zaměstnává přes 200 osob a od roku 2017 ji vede generální ředitelka Laurence Tubiana, která se funkce ujala po svém předchůdci Dr. Johannesovi Meierovi, který stál v čele nadace po dobu šesti let.  Práci nadace kontroluje dozorčí rada, která má na starosti její řízení, dohlíží na její činnost a zároveň určuje strategický směr organizace. Evropská nadace pro otázky klimatu podpořila založení sedmi platforem, jako jsou např. CarbonBrief na konci roku 2010, 2050 Pathways Platform v roce 2016, Net-Zero 2050 a mnoho dalších.   